# 伯巴納鄉
44°54′N 24°42′E / 44.900°N 24.700°E
伯巴納鄉（羅馬尼亞語：Comuna Băbana, Argeș），是羅馬尼亞的鄉份，位於該國中南部，由阿爾傑什縣負責管轄，面積39平方公里，海拔高度386米，2009年人口2,928，人口密度每平方公里75人。